# 막심 타라소프
막심 블라디미로비치 타라소프(러시아어: Максим Владимирович Тарасов, 1970년 12월 2일 ~ )는 러시아의 전직 장대높이뛰기 선수이다.

## 인물 정보
1987년 소련 육상 대표팀에 합류했고, 다음 해 세계 주니어 선수권 대회에서 2위를 하였다. 그는 도쿄에서 열린 1991년 세계 육상 선수권 대회에서 5.85의 점수로 3위를 하였다.
그는 1992년 바르셀로나 올림픽에서 5.80의 점수로 팀 동료 이고르 트란덴코프를 제치고 금메달을 획득하였다.
타라소프는 슈투트가르트에서 열린 1993년 세계 육상 선수권 대회에서 3위를 하고, 1995년과 1997년 세계 육상 선수권 대회에서 은메달ㄷ을 획득했다.
그는 소련, 독립 국가 연합 팀을 대표했고, 나중에 러시아를 대표했다. 그의 개인 최고 점프 기록은 6.05m이다.
그는 현재 부다페스트에 살고있다.

## 같이 보기
- 장대높이뛰기